# 500-km-Rennen von Spa-Francorchamps 1965

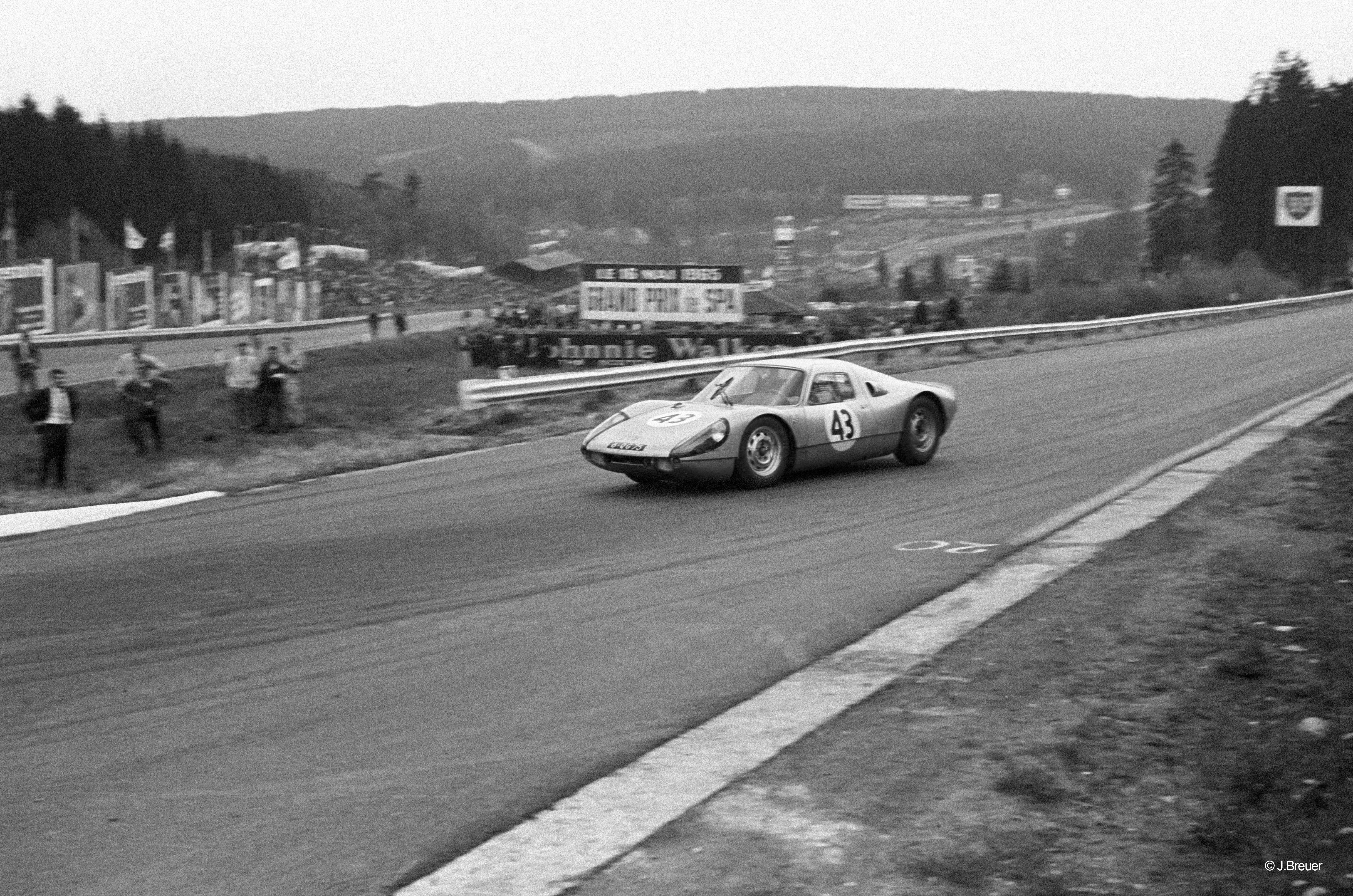
Der Porsche 904 GTS von Roy Vost

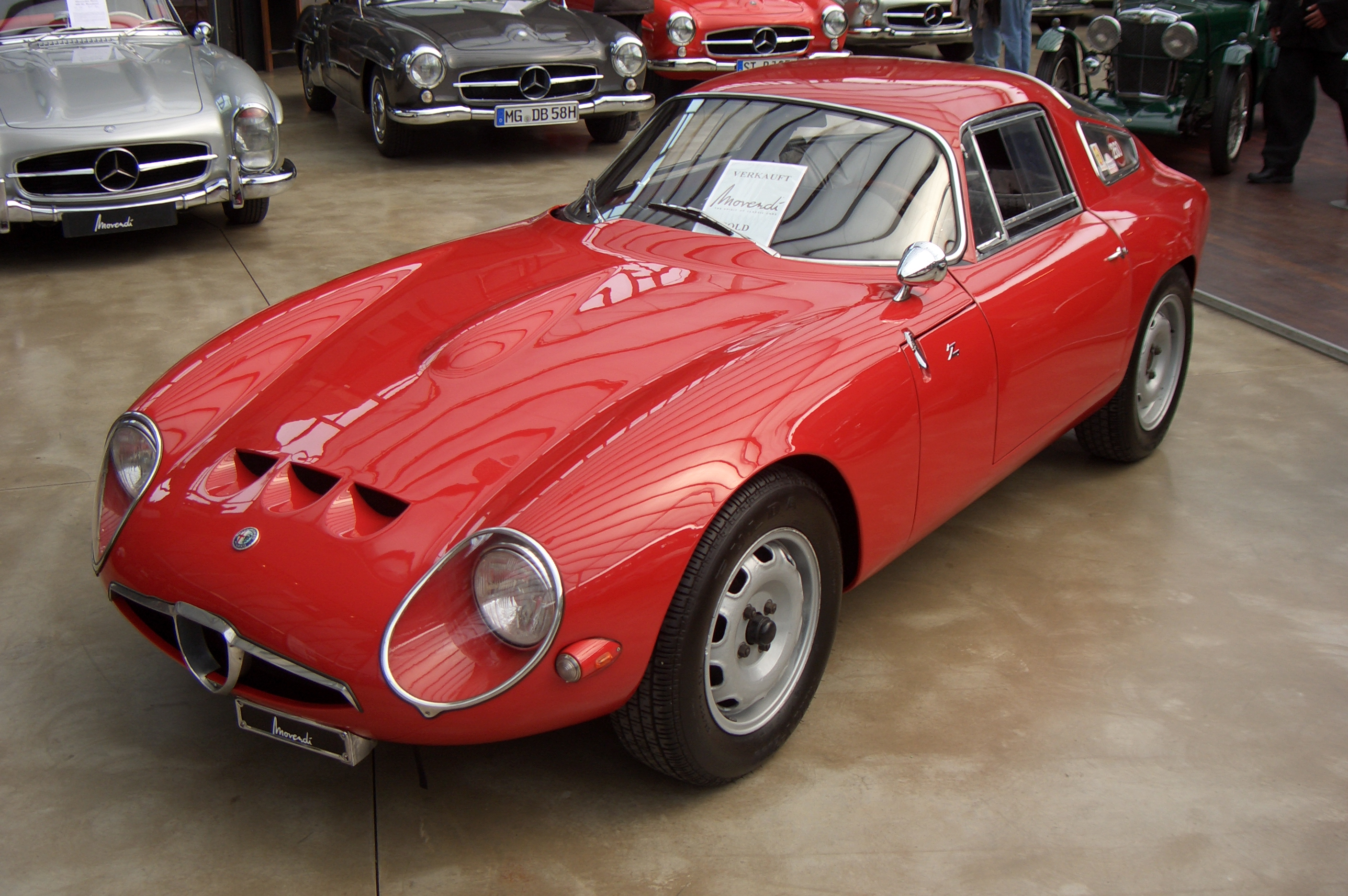
Auf einem Alfa Romeo Giulia TZ verunglückte Tony Hegbourne in der 26. Runde. Sechs Wochen später erlag er seinen schweren Verletzungen.

Das 500-km-Rennen von Spa-Francorchamps 1965, auch Grand Prix Spa, 500 km Spa-Francorchamps,  fand am 16. Mai auf dem Circuit de Spa-Francorchamps statt und war der achte Wertungslauf der Sportwagen-Weltmeisterschaft dieses Jahres.

## Das Rennen
1965 zählte das 500-km-Rennen von Spa-Francorchamps nach 1963 und 1964 zum dritten Mal zur Sportwagen-Weltmeisterschaft. 1963 siegte Willy Mairesse auf einem Ferrari 250 GTO, im Jahr darauf Mike Parkes, der das Rennen ebenfalls auf einem 250 GTO bestritt.
1965 gewann erneut Willy Mairesse das Rennen. Diesmal war ein Ferrari 250LM sein Einsatzfahrzeug. Leistungsstärkster Wagen am Start war ein Ferrari 330P, mit dem Mike Parkes die schnellste Trainingszeit erzielt hatte. Am Renntag hatte Parkes mit einigen technischen Problemen am 330P zu kämpfen und belegte nur den neunten Endrang.
Überschattet wurde das Rennen vom schweren Unfall des britischen Rennfahrers Tony Hegbourne. In der 26. Runde kam Hegbourne’s Alfa Romeo Giulia TZ im Streckenabschnitt Masta von der Fahrbahn ab, überschlug sich mehrmals und landete in einem angrenzenden Feld. Hegbourne wurde mit schweren Verletzungen geborgen und in das Krankenhaus von Verviers gebracht. Obwohl die ersten Befunde optimistisch waren, starb er an seinen schweren Verletzungen sechs Wochen später in einem britischen Krankenhaus.

## Ergebnisse

### Schlussklassement
| 1               | P + 2.0  | 2  | Ecurie Francorchamps         | Willy Mairesse            | Ferrari 250LM              | 36 |
| 2               | P + 2.0  | 5  | David Piper Auto Racing Team | David Piper               | Ferrari 250LM              | 36 |
| 3               | GT 2.0   | 41 | Racing Team Holland          | Ben Pon                   | Porsche 904 GTS            | 36 |
| 4               | GT 3.0   | 33 | Peter Sutcliffe              | Peter Sutcliffe           | Ferrari 250 GTO            | 36 |
| 5               | GT + 3.0 | 20 | Alan Mann Racing Team        | Bob Bondurant             | Shelby Cobra Daytona Coupe | 36 |
| 6               | GT 3.0   | 35 | Dawnay Racing                | Mike Samon                | Ferrari 250 GTO 64         | 35 |
| 7               | P + 2.0  | 8  | Bizzarini Automobili         | Pierre Noblet             | Iso Grifo A3C              | 35 |
| 8               | P + 2.0  | 4  | Georges Marquet              | Jean-Claude Franck        | Ferrari 250LM              | 35 |
| 9               | P + 2.0  | 1  | Maranello Concessionaires    | Mike Parkes               | Ferrari 330P               | 34 |
| 10              | GT 2.0   | 40 | Léon Dernier                 | Léon Dernier              | Porsche 904 GTS            | 34 |
| 11              | GT 1.6   | 53 | Ian Walker Racing            | Boley Pittard             | Alfa Romeo Giulia TZ       | 33 |
| 12              | GT 1.6   | 50 |                              | Gustave Gosselin          | Alfa Romeo Giulia TZ       | 33 |
| 13              | GT + 3.0 | 23 | Radford Racing               | Christopher McLaren       | Shelby Cobra               | 32 |
| 14              | GT + 3.0 | 26 | Nicholas Granville-Smith     | Nicholas Granville-Smith  | Shelby Cobra               | 31 |
| 15              | GT 1.6   | 54 | W. J. Moss                   | Mark Konig                | Lotus Elan                 | 30 |
| 16              | GT 3.0   | 30 | Robert Blouin                | Robert Blouin             | Ferrari 250 GT Lusso       | 29 |
| 17              | GT 2.0   | 46 |                              | John Wingfield            | TVR Grantura               | 29 |
| 18              | GT 2.0   | 44 |                              | Jacques Thenaers          | Porsche 911                |    |
| Ausgefallen     |          |    |                              |                           |                            |    |
| 19              | GT 1.6   | 51 | Nicolas Koob                 | Nicolas Koob              | Alfa Romeo Giulia TZ       | 33 |
| 20              | GT + 3.0 | 21 | Alan Mann Racing Team        | John Whitmore             | Shelby Cobra Daytona Coupe | 32 |
| 21              | GT 2.0   | 42 | Racing Team Holland          | Rob Slotemaker            | Porsche 904 GTS            | 29 |
| 22              | GT 1.6   | 52 | Ian Walker Racing            | Tony Hegbourne            | Alfa Romeo Giulia TZ       | 26 |
| 23              | P + 2.0  | 3  | Ecurie Francorchamps         | Annie Soisbault           | Ferrari 250LM              | 21 |
| 24              | GT 3.0   | 31 | Ecurie Francorchamps         | Gérard Langlois van Ophem | Ferrari 250 GTO            | 19 |
| 25              | GT 2.0   | 43 | Roy Vost                     | Roy Vost                  | Porsche 904 GTS            | 11 |
| 26              | GT + 3.0 | 22 | Radford Racing               | Harry Digby               | Shelby Cobra Roadster      | 8  |
| 27              | P + 2.0  | 6  | Ecurie Francorchamps         | Xavier Boulanger          | Ferrari 275 GTB            | 1  |
| Nicht gestartet |          |    |                              |                           |                            |    |
| 28              | GT + 3.0 | 24 | Chequered Flag               | Roger Mac                 | Shelby Cobra               | 1  |
| 29              | GT 3.0   | 32 | Ecurie Francorchamps         | Lucien Bianchi            | Ferrari 250 GTO            | 2  |

1 nicht gestartet
2 nicht gestartet

### Nur in der Meldeliste
Hier finden sich Teams, Fahrer und Fahrzeuge, die ursprünglich für das Rennen gemeldet waren, aber aus den unterschiedlichsten Gründen daran nicht teilnahmen.
| Pos. | Klasse   | Nr. | Team                   | Fahrer            | Chassis         |
| ---- | -------- | --- | ---------------------- | ----------------- | --------------- |
| 30   | GT 1.6   |     |                        | Martin Beckers    | Glas 1204 GT    |
| 31   | P + 2.0  | 7   | Robert Blouin          | Robert Blouin     | Ferrari 275 GTB |
| 32   | P + 2.0  | 9   | Bizzarini Automobili   | Mario Casoni      | Iso Grifo A3C   |
| 33   | P + 2.0  | 10  | Ford Advanced Vehicles | Guy Ligier        | Ford GT40       |
| 34   | P + 2.0  | 11  | Scuderia Filipinetti   | Herbert Müller    | Ferrari         |
| 35   | P + 2.0  | 12  | Scuderia Serenissima   | Trevor Taylor     | Serenissima     |
| 36   | GT + 3.0 | 25  | Patrick McNally        | Patrick McNally   | Shelby Cobra    |
| 37   | GT 3.0   | 34  | Peter Clarke           | Peter Clarke      | Ferrari 250 GTO |
| 38   | GT 2.0   | 45  | Claude Dubois          | Claude Dubois     | MGB             |
| 39   | GT 2.0   | 47  |                        | Jean-Pierre Gaban | Porsche         |

### Klassensieger
| Klasse   | Fahrer          | Fahrzeug                   | Platzierung im Gesamtklassement |
| -------- | --------------- | -------------------------- | ------------------------------- |
| P + 2.0  | Willy Mairesse  | Ferrari 250LM              | Gesamtsieg                      |
| GT + 3.0 | Bob Bondurant   | Shelby Cobra Daytona Coupe | Rang 5                          |
| GT 3.0   | Peter Sutcliffe | Ferrari 250 GTO            | Rang 4                          |
| GT 2.0   | Ben Pon         | Porsche 904 GTS            | Rang 3                          |
| GT 1.6   | Mark Konig      | Lotus Elan                 | Rang 15                         |

### Renndaten
- Gemeldet: 39
- Gestartet: 27
- Gewertet: 18
- Rennklassen: 5
- Zuschauer: unbekannt
- Wetter am Renntag:  trocken und bewölkt
- Streckenlänge: 14,120 km
- Fahrzeit des Siegerteams: 2:29:45,700 Stunden
- Gesamtrunden des Siegerteams: 36
- Gesamtdistanz des Siegerteams: 508,320 km
- Siegerschnitt: 203,652 km/h
- Pole Position: Mike Parkes – Ferrari 330P (#1) – 3:59,700 = 212,065 km/h
- Schnellste Rennrunde: Mike Parkes – Ferrari 330P (#1) – 4:01,300 = 210,695 km/h
- Rennserie: 8. Lauf zur Sportwagen-Weltmeisterschaft 1965